# Liste der Monuments historiques in Montussaint
Die Liste der Monuments historiques in Montussaint führt die Monuments historiques in der französischen Gemeinde Montussaint auf.

## Liste der Objekte
| Bezeichnung | Beschreibung          | Standort                                          | Kennzeichnung | Schutzstatus | Datum | Bild |
| ----------- | --------------------- | ------------------------------------------------- | ------------- | ------------ | ----- | ---- |
| Glocke      | Bronze, 1772 gegossen | in der Kirche Nativité-de-St-Jean-Baptiste (Lage) | PM25001134    | Classé       | 1942  |      |